# Jakob Johann von Hastfer

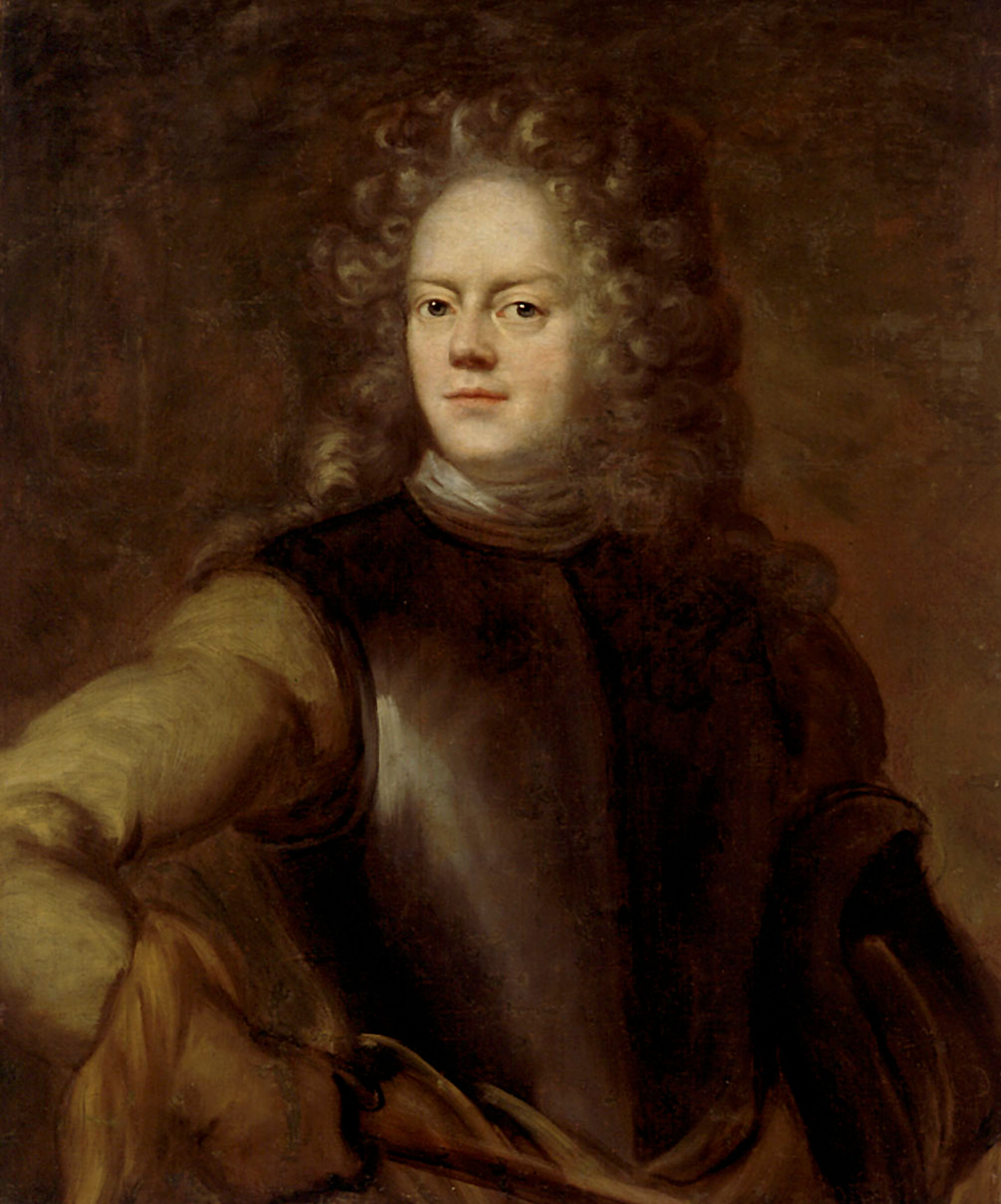
Jacob Johann Hastfer

Jakob Johann von Hastfer (* 11. Dezember 1647 in Reval; † 24. Dezember 1695 in Riga) war schwedischer Feldmarschall und Generalgouverneur von Livland.

## Leben
Graf Jakob Johann von Hastfer entstammte der Familie Hastfer und war ein Sohn des Ewold von Hastfer († nach 1678) und Emerentia Veronika von Mengden († 1676).
Hastfer wurde 1678 als Freiherr von Kostfer und Middewa in den schwedischen Freiherrenstand, bereits 1687 als Graf von Gripenborg in den schwedischen Grafenstand erhoben. Er vermählte sich 1674 mit Sigrid Gyllenstierna af Lundholmiga (1638–1700). Aus der Ehe gingen drei Töchter und ein Sohn, Graf Ewold Hastfer, hervor, der jedoch 1695 vor Namur blieb, womit das gräfliche Haus Hastfer-Gripenborg bereits wieder erlosch (Christina Charlotte Gripenborg († 1738), die erste Ehefrau des Gustav Samuel Graf von Gyllenborg (1695–1717), Landeshauptmann von Nyland, einem Bruder Olof Gyllenborgs, zählte nicht zu Töchtern Hastfers, sondern war Tochter des 1711 auf den vakanten Namen Gripenborg nobilitieren Unterstatthalters Johan Berger (um 1650–1737). Auch dieses kurzlebige Adelshaus Gripenborg erlosch sehr rasch).
Im Jahre 1686 wurde Hastfer Generalgouverneur von Livland. Er setzte in diesem Amt die Güterreduktion Karls XI. mit größter Sorgfalt um. 1687 war er als königlicher Rat im Rang eines Generalleutnants der Infanterie und wurde 1690 Feldmarschall.
Hastfer war ein wesentlicher Unterstützer der Neugründung der Academia Gustaviana durch den schwedischen König Karl XI. 1690 wurde er infolgedessen auch Kanzler der Universität.
Er war zudem Erbherr auf Wibyholm, Claestrop, Sidholm und Mellerd.